# Gusang (sockenhuvudort i Kina, Jiangsu Sheng, lat 32,96, long 118,51)
Gusang (kinesiska: 古桑, 古桑乡) är en sockenhuvudort i Kina. Den ligger i provinsen Jiangsu, i den östra delen av landet, omkring 100 kilometer norr om provinshuvudstaden Nanjing. Antalet invånare är 20 458. Befolkningen består av 10 165 kvinnor och 10 293 män. Barn under 15 år utgör 15,0 %, vuxna 15-64 år 73 %, och äldre över 65 år 10,0 %.
Runt Gusang är det tätbefolkat, med 276 invånare per kvadratkilometer. Närmaste större samhälle är Guiwu, 9,8 km söder om Gusang. Trakten runt Gusang består till största delen av jordbruksmark.
Genomsnittlig årsnederbörd är 1 199 millimeter. Den regnigaste månaden är juli, med i genomsnitt 271 mm nederbörd, och den torraste är december, med 26 mm nederbörd.